# Mecistocephalus nigriceps
Mecistocephalus nigriceps är en mångfotingart som beskrevs av Chamberlin 1920. Mecistocephalus nigriceps ingår i släktet Mecistocephalus och familjen storhuvudjordkrypare.
Artens utbredningsområde är Fiji. Inga underarter finns listade i Catalogue of Life.